# وانغ ييبو
وانغ ييبو هو ممثل، مغني راب ومغني صيني ولد في 5 أغسطس 1997 بمدينة لويانغ، محافظة مدينة خنان، الصين. ييبو كان جزءًا من فرقة الفتيان الكورية الجنوبية - الصينية UNIQ منذ عام 2014. ظهر لأول مرة كممثل سنة 2017 مع المسلسل الصيني التفلزيوني الحب حاليا، وبرز كممثل في الصين في المسلسل الدرامي «جانك قلبك» والذي صدر في عام 2019 . وحصل ييبو بفضل أدائه على جائزة «الممثل المفضل لدى الناس» من مهرجان جينينغ الثلاثين للمسلسلات التليفزيونية.

## السيرة الذاتية
بدأ وانغ ييبو الرقص في سن مبكرة. في عام 2011، خلال سنته الثانية في المدرسة الإعدادية، دخل وييبو في مسابقة رقص. وحصل على المركز السادس عشر الأول في فئة الهيب هوب، لاحقا أصبح متدرب وكالة يويهوا انترتينمنت. وبعد عامين من التدريب في بكين، غادر إلى كوريا الجنوبية لمتابعة التدريب على الموسيقى والرقص في مدرسة مدرسة هانليم للفنون المتعددة.
وانغ ييبو هو رائد محترف في قيادة الدراجات النارية. في عام 2019، شارك في دورة تدريبية في سباق الدراجات النارية في سباق Yamaha China وحصل على لقب بطل في فئة المبتدئين. كما شارك في نفس الدورة في أكتوبر 2020 لكن لم يستطع الانتهاء بسبب قرب عرض فيلمه الأوديسة الصينية.

## الحياة المهنية
2014-2017: الظهور لأول مرة مع Uniq والتمثيل لأول مرة
ظهر وانغ لأول مرة في في 15 سبتمبر 2014 كعضو في فرقة الفتيان الكورية الجنوبية الصينية Uniq بأغنية "Falling in Love". حيث شغل منصب الراقص ومغني الراب الرئيسي للمجموعة. ظهر وانغ في التمثيل لأول مرة في فيلم الأوديسة الصينية MBA شركاء. ثم لعب دور راد بوي في فيلم هونج كونغ الملحمة الصينية الجزء الثالث، وقام ببطولة المسلسل الدرامي الكوميدي الرومانسي الحب الحالي منذ عام 2016، عمل وانج كمضيف في برنامج Day Up المتنوع.
في مارس 2017، حصل وانغ على أول دور قيادي له في مسلسل دراما شيانشيا للشباب الجندي شوشان جاكوين. وفي أبريل، فاز بجائزة أفضل آيدول جديد في حفل توزيع جوائز أفضل موسيقى صينية. في أغسطس، تعاون وانغ وغوان شياوتونغ في غناء "Once Again"، الأغنية الرئيسية للفيلم الذي يحمل نفس الاسم. في نوفمبر، أصدر وانغ الأغنية الرئيسية "Just Dance" في مهرجان Xuan Wu الرابع للرقص. في نفس العام، ظهر وانغ كضيف في المسلسل الدرامي للشباب في الحرم الجامعي عندما كنا صغارًا، وتم تمثيله في سلسلة الدراما الخيالية العلمية Super Talent ، والتي سميت فيما بعد صديقي الغريب.
2018 - 2021: ارتفاع في الشعبية
في عام 2018، أصبح وانغ وييبو ضمن لجنة تحكيم لفئة الرقص في برنامج Produce 101 (النسخة الصينية). ارتفعت شعبيته بفضل مهاراته في الرقص، والتي أظهرها على المسرح خلال العرض. وفي عام 2018، مثل ونغ ييبو في الدراما التاريخية الصينية «الجامح» وبفضلها ارتقى إلى الشهرة العالمية بعد بث هذه الدراما في عام 2019. لاحقًا في عام 2018، انضم إلى فريق التمثيل في الدراما Gank Your Heart ، حيث لعب دور لاعب محترف أسيء فهمه 14. تم إصداره أيضًا في عام 2019. في عامي 2020 و 2021، تمت دعوة وانغ مرتين إلى البرنامج التلفزيوني Street Dance of China ، الموسم الثالث والرابع، كواحد من قادة الفرق الأربعة.
في نهاية عام 2019 وبداية عام 2020، لعب دور البطولة الدراما التاريخية أسطورة فاي التي تم إصدارها في نهاية عام 2020. في عام 2020، لعب الدراما الحديثة كونه بطلاً، حيث لعب دور شرطي من فرق مكافحة المخدرات.في عام 2021، شارك في إنتاج فيلمين: وحدة الشرطة المشكلة ومجهول، الذي لعب فيه أدوارًا رئيسية.

## روابط خارجية
وانغ ييبو على موقع IMDb (الإنجليزية)
- وانغ ييبو على موقع ميوزك برينز (الإنجليزية)
- وانغ ييبو على موقع قاعدة بيانات الفيلم (الإنجليزية)